# Arithmetica Universalis
Arithmetica Universalis  (Aritmética Universal) é um manual em latim de matemática do cientista inglês Isaac Newton publicado inicialmente em 1707 por William Whiston que foi o sucessor de Newton como Professor lucasiano de matemática da Universidade de Cambridge. A Arithmetica foi baseada em notas de aulas de Newton que Newton havia depositado na Biblioteca da Universidade.

A Arithmetica foi traduzida para o inglês por Joseph Raphson, que a publicou em 1720 como Universal Arithmetick. John Machin publicou uma segunda edição em latim em 1722.

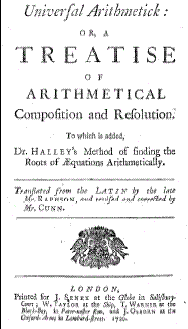
Edição em inglês de 1720 com tradução de Raphson

Nenhuma destas edições atribui a autoria a Newton. Newton não concordava com a publicação da Arithmetica e por isso recusou que o seu nome aparecesse como autor. E quando foi publicada a edição de Whiston, Newton ficou tão desagradado que considerou comprar todas as cópias para poder destruí-las.
Na Arithmetica, Newton aborda os fundamentos da álgebra: notação, adição, subtracção, multiplicação, divisão, extração de raízes, redução de frações, redução de questões geométricas a equações e resolução de equações. Além disso, Newton estendeu a Regra dos sinais de Descartes a raízes imaginárias. Ele também formulou, sem a demonstrar, uma regra para determinar o número de raízes imaginárias de qualquer equação. A dimensão da sua originalidade é mostrada pelo fato de que levou mais de 150 anos até que esta regra fosse demonstrada por James Joseph Sylvester em 1865.